# آلفس د بریسیا
آلفس د بریسیا (به اسپانیایی: Alfoz de Bricia) یک شهرستان در اسپانیا است.